# 都卜林格音樂出版社
都卜林格音樂出版社（德語：Musikverlag Doblinger），全名為「路德維希·都卜林格–貝爾納·賀茨曼斯基兩合公司」（Ludwig-Doblinger-Bernhard-Herzmansky-KG），是一家位於奧地利維也納的音樂出版社。

## 沿革
都卜林格音樂出版社由路德維希·都卜林格（Ludwig Doblinger）創立於1857年，當時的地址位於多蘿西街（Dorotheergasse）10號。1876年8月1日，貝爾納·賀茨曼斯基（Bernhard Herzmansky）收購了都卜林格的經營權，自此開始，出版業務有可觀的成長。初期最重要的出版品，是齊雷爾的作品，而隨著賀茨曼斯基掌握了戈特哈德出版社（Verlag J. P. Gotthard）的版權，他也開始發行舒伯特、勃拉姆斯、布鲁克纳、馬勒等人的作品，並資助20世紀作曲家克热内克、勋伯格、韦伯恩、欣德米特與拉威爾等人。

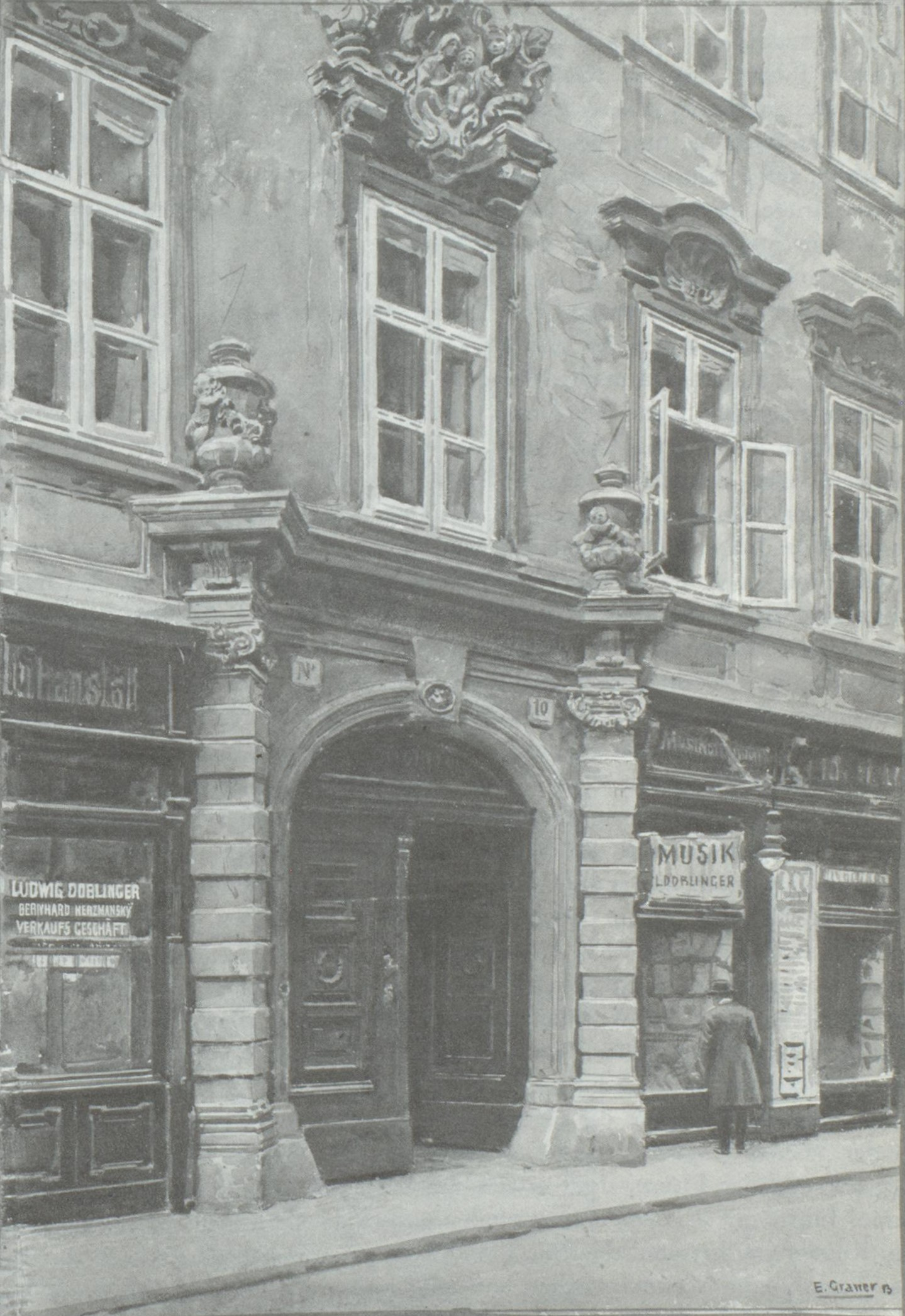
維也納第1區的多羅西街10號

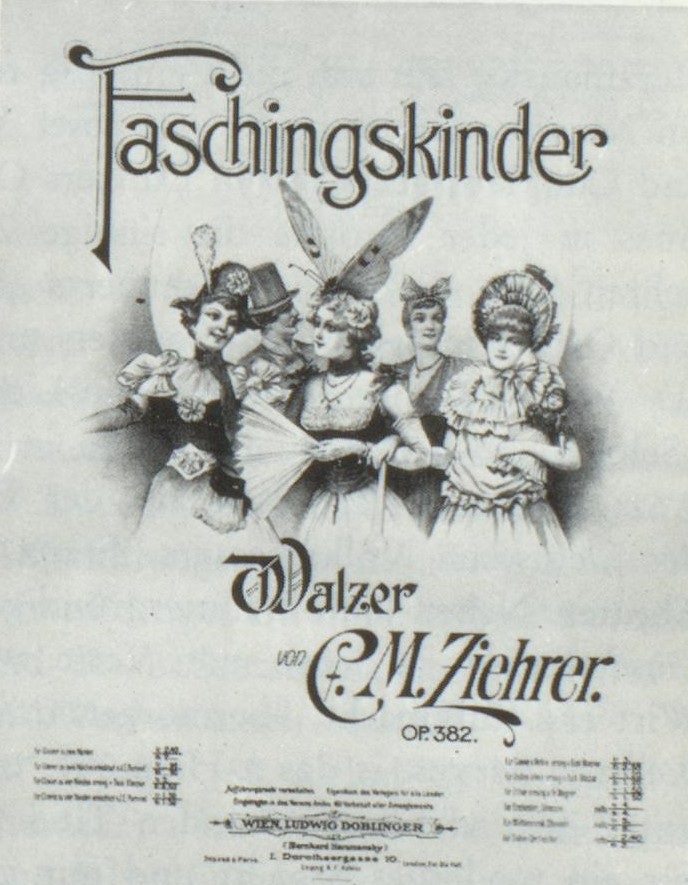
齊雷爾作品樂譜的封面

在20世紀的維也納，轻歌剧蔚為風行，都卜林格則是這類型作品的重要出版商。包括齊雷爾、莱哈尔、歐斯卡·史特勞斯、佛爾等人的輕歌劇作品，都是透過該社出版。此外，都卜林格亦出版為數可觀的維也納風格歌曲。受到二戰的影響，都卜林格的業務有所下滑。1958年起，該社開啟了一個新系列《Diletto musicale》，專注於早期作品的編纂與出版工作，當中又以海顿交響曲為主要賣點。
都卜林格的歷史出版品現已入藏於舊市政廳圖書館以及奥地利国家图书馆兩地。

## 外部連結
- 都卜林格音樂出版社的官方網站 （页面存档备份，存于）
- 都卜林格音樂出版社的免费乐谱，由国际乐谱典藏计划提供